# Тавричанский (Весёловский район)
Тавричанский — упразднённый хутор в Весёловском районе Ростовской области. На момент упразднения входил в состав Краснооктябрьского сельского поселения. В 2001 году исключен из учётных данных.

## География
Располагался к югу от Весёловского водохранилища, между хуторами Каракашев и Казачий, на расстоянии приблизительно в 1 км (по прямой) к северо-западу от последнего.

## История
По данным на 1926 год хутор Жеребков состоял из 59 хозяйств. В административном отношении входил в состав Казаченского сельсовета Мечетинского района Донского округа Северо-Кавказского края.
Переименован в 1960-е годы.

## Население
По данным переписи 1926 года на хуторе проживало 287 человек (141 мужчин и 146 женщин), из которых великороссы составляли 38 % населения, украинцы — 59 %, 4 % население относилось к казачьему сословию.